# Narathura irma
Narathura irma är en fjärilsart som beskrevs av Hans Fruhstorfer 1914. Narathura irma ingår i släktet Narathura och familjen juvelvingar. Inga underarter finns listade i Catalogue of Life.